# Struttura sociale
Nelle scienze sociali, la struttura sociale si riferisce all'insieme organizzato di relazioni sociali, status, ruoli e istituzioni che costituiscono l'impalcatura fondamentale di una società. Questa struttura è considerata sia emergente, in quanto risultato delle interazioni continue tra gli individui, sia determinante (o vincolante), poiché influenza e modella le azioni, le opportunità e le identità degli individui stessi. Agisce come il contesto sociale all'interno del quale i membri della società interagiscono e si posizionano. La struttura sociale opera a diversi livelli – da quello micro delle interazioni e dei ruoli tra gli individui, a quello meso, o interemedio, delle organizzazioni e comunità, fino a quello macro dei sistemi sociali più ampi (come il sistema economico o politico) – e la sua comprensione è essenziale per analizzare i modelli di comportamento collettivo e le disuguaglianze sociali.

## Storia
Lo studio delle strutture sociali ha fornito una base essenziale per l'analisi delle istituzioni, della cultura, dell'agency, nel senso di capacità di scelta dell'individuo, delle interazioni sociali e processi storici nelle scienze sociali. 

### Tocqueville, Marx, Spencer, Tonnes, Durkheim
Si ritiene comunemente che Alexis de Tocqueville sia stato il primo storico, filosofo, ad utilizzare il termine "struttura sociale". Successivamente, figure chiave come Karl Marx, Herbert Spencer, Max Weber, Ferdinand Tönnies ed Émile Durkheim hanno fornito contributi fondamentali allo sviluppo dei concetti strutturali della sociologia. Ad esempio, Max Weber ha analizzato la struttura della società moderna attraverso lo studio e l'analisi delle sue istituzioni caratteristiche: il mercato, la burocrazia (sia nell'impresa privata che nella pubblica amministrazione) e le forme della politica (come la democrazia).

### Marx il precursore e la complessità successiva di Althusser
Una delle prime e più influenti analisi della struttura sociale fu quella proposta da Karl Marx, il quale la interpretò in primo luogo in termini economici. Marx collegò la vita politica, culturale e religiosa (la sovrastruttura) al modo di produzione (la struttura economica sottostante), sostenendo che la base economica determinasse in larga misura la sovrastruttura di una società. Elaborazioni successive all'interno del pensiero marxista, come quella di Louis Althusser, hanno proposto una relazione più complessa, riconoscendo una relativa autonomia alle istituzioni culturali e politiche e postulando una determinazione da parte dei fattori economici solo "in ultima istanza".

### Tonnes, Durkhein e la solidarietà organica
Nel 1905, il sociologo tedesco Ferdinand Tönnies pubblicò negli Stati Uniti il suo studio The Present Problems of Social Structure, nel quale argomentava che è la costituzione di una moltitudine in un'unità coesa a creare una "struttura sociale", basando questo approccio sul suo concetto di volontà sociale. Émile Durkheim (attingendo alle analogie tra i sistemi biologici e sociali resi popolari da Herbert Spencer e altri) ha introdotto l'idea che diverse istituzioni e pratiche sociali abbiano avuto un ruolo nell'assicurare l'integrazione funzionale della società attraverso l'assimilazione di diverse parti in un unico totale auto-riproducente. In questo contesto, Durkheim ha distinto due forme di relazione strutturale: solidarietà meccanica e solidarietà organica. Il primo descrive strutture che uniscono parti simili attraverso una cultura condivisa; il secondo invece descrive parti differenziate unite attraverso lo scambio sociale e l'interdipendenza materiale.

### I fenomeni sociali
Analogamente a Marx e Weber, e più in generale, Georg Simmel sviluppò un approccio di ampio respiro che offrì osservazioni e analisi penetranti su fenomeni quali dominazione e subordinazione, competizione, divisione del lavoro, formazione di partiti, rappresentanza, solidarietà interna combinata con esclusività esterna, e molte altre caratteristiche simili. Queste osservazioni si applicavano allo Stato, a una comunità religiosa, a un'associazione economica, a una scuola d'arte, così come a reti familiari e di parentela. Simmel notò che, nonostante la diversità degli interessi alla base di queste associazioni, le forme in cui tali interessi si concretizzano possono rimanere identiche.

### Sviluppi nel corso del XX secolo
La nozione di struttura sociale ha conosciuto un ampio sviluppo nel corso del XX secolo, grazie a contributi fondamentali provenienti da:
- prospettive strutturaliste ispirate alle teorie di Claude Lévi-Strauss;
- prospettive femministe e marxiste, tra le altre;
- prospettive funzionaliste, come quelle elaborate da Talcott Parsons e dai suoi seguaci;
- e da diverse prospettive analitiche (si vedano Blau 1975, Lopez e Scott 2000).

Alcuni studiosi, seguendo Marx, si sono concentrati sull'identificazione delle dimensioni fondamentali della società che spiegano altre dimensioni, privilegiando in particolare la produzione economica o il potere politico. Altri, ispirandosi a Lévi-Strauss, hanno ricercato un ordine logico nelle strutture culturali. Altri ancora, in particolare Peter Blau, sulla scia di Simmel, hanno cercato di fondare una teoria formale della struttura sociale su modelli numerici nelle relazioni, analizzando, ad esempio, come fattori quali la dimensione del gruppo influenzino le relazioni intergruppo.
La nozione di struttura sociale è strettamente connessa a diversi temi centrali nelle scienze sociali, inclusa la relazione tra struttura e azione. I tentativi più influenti di integrare il concetto di struttura sociale con quello di azione si ritrovano nella teoria della strutturazione di Anthony Giddens e nella teoria della pratica di Pierre Bourdieu.
Per Giddens, struttura sociale e azione umana sono due facce della stessa medaglia (dualità della struttura). Le strutture (regole, risorse) non ci dominano passivamente, ma sono ciò che usiamo per agire. Agendo, però, non facciamo altro che riprodurre e rafforzare le strutture stesse. È un ciclo continuo: la struttura influenza l'azione, e l'azione ricrea la struttura.
L'analisi di Giddens, in questo senso, presenta un parallelismo con la decostruzione dei binari operata da Jacques Derrida (analizzare le coppie di concetti opposti, svelare la gerarchia nascosta tra loro e mostrare come questa gerarchia sia instabile e costruita),  che sono alla base del ragionamento sociologico e antropologico classico (in particolare delle tendenze universalizzanti dello strutturalismo di Lévi-Strauss). Anche la teoria pratica di Bourdieu ricerca una concezione più flessibile della struttura sociale, considerandola come incorporata nel comportamento individuale piuttosto che come un elemento puramente deterministico.

### Sviluppi recenti
Ulteriori sviluppi recenti, come la teoria della morfogenesi di Margaret Archer, la teoria delle dinamiche attore-sistema e la teoria dei sistemi sociali di Tom R. Burns e collaboratori, e la Teoria dei sistemi-mondo di Immanuel Wallerstein, hanno fornito elaborazioni e applicazioni dei classici della sociologia nell'ambito della sociologia strutturale.
La teoria dei sistemi di regole sociali analizza le strutture sociali complesse riconducendole a specifici sistemi di regole. Questi sistemi di regole sono identificati come gli elementi costitutivi fondamentali della struttura sociale stessa. Questa teoria condivide con la teoria dei ruoli, la sociologia organizzativa e istituzionale, e l'analisi di rete, l'interesse per le proprietà strutturali e i loro sviluppi. Al contempo, essa fornisce strumenti concettuali dettagliati, necessari per formulare proposte, modelli e analisi pertinenti e produttivi..
I sociologi distinguono anche tra:
- Struttura normativa: modello di relazioni basato sulle norme e le modalità operative che si sviluppano tra individui in posizioni sociali differenti.
- Struttura ideale: modello di relazioni basato sulle credenze e le opinioni condivise da individui in posizioni sociali differenti.
- Struttura di interesse: modello di relazioni determinato dagli obiettivi e dai desideri di individui in posizioni sociali differenti.
- Struttura di interazione: modello di relazioni costituito dalle forme di comunicazione tra individui in posizioni sociali differenti.[20]

### Origini e sviluppo
Alcune teorie attribuiscono lo sviluppo della struttura sociale a esigenze sistemiche più ampie, come la necessità di classi lavorative, manageriali, professionali e militari. Altre teorie, invece, lo riconducono a conflitti tra gruppi, come la competizione tra partiti politici o tra élite e masse.
Un'altra prospettiva sostiene che la strutturazione sociale non sia il risultato di processi naturali, bensì una costruzione sociale. Questa prospettiva individua le origini di tale costruzione nelle esigenze delle élite di preservare il proprio potere, o nei sistemi economici che privilegiano la competizione o la cooperazione.
L'etnografia ha offerto un contributo significativo alla comprensione della struttura sociale, rivelando pratiche e consuetudini locali che si discostano dai modelli occidentali di gerarchia e potere economico nella sua formazione.
La spiegazione più esaustiva dell'evoluzione della struttura sociale è forse fornita da approcci che integrano struttura e agency, o la facoltà di agire, di fare scelte. Questi approcci consentono un'analisi sofisticata della coevoluzione tra struttura sociale e agire umano, in cui agenti socializzati, dotati di un certo grado di autonomia, operano all'interno di sistemi sociali. In tali sistemi, la loro azione è, da un lato, mediata dalla struttura istituzionale e dalle aspettative esistenti, ma, dall'altro lato, può anche influenzare o trasformare quella stessa struttura istituzionale.

### Implicazioni critiche
La nozione di struttura sociale può celare pregiudizi sistematici proprio perché essa stessa è composta da molteplici dimensioni interconnesse, come ad esempio le disparità di genere.
Alcuni studiosi evidenziano come uomini e donne con pari qualifiche possano ricevere trattamenti differenti sul posto di lavoro a causa del genere. Essi interpretano queste disparità come pregiudizi strutturali. Tuttavia, è fondamentale considerare che altre variabili, quali l'anzianità di servizio o l'orario di lavoro, potrebbero concorrere a spiegare tali differenze, rischiando di essere mascherate da un'analisi esclusivamente incentrata sul genere.
La moderna analisi strutturale sociale affronta questa complessità attraverso tecniche come l'analisi multivariata. Rimane, tuttavia, una sfida analitica cruciale: come integrare la molteplicità degli aspetti della vita sociale in un modello strutturale coerente e onnicomprensivo.
Una prospettiva suggerisce che la società si sia strutturata originariamente sulla base di variazioni genetiche casuali tra gli individui. Queste variazioni avrebbero innescato processi che hanno portato gruppi di individui con caratteristiche simili ad adottare forme organizzative ricorrenti. È importante sottolineare che questa prospettiva non implica un determinismo genetico della struttura sociale, ma piuttosto che fattori biologici iniziali potrebbero aver contribuito all'emergere delle prime forme di strutturazione sociale, successivamente evolutesi attraverso processi sociali e culturali complessi.